# Gmünd in Kärnten
Gmünd in Kärnten è un comune austriaco di 2 603 abitanti nel distretto di Spittal an der Drau, in Carinzia; ha lo status di città (Stadtgemeinde). Nel 1868 ha inglobato le località di Reitern e Sankt Nikolai, fino ad allora parte del comune di Rennweg am Katschberg, e nel 1872 dal suo territorio è stato scorporato quello del nuovo comune di Kremsbrücke, nel 1973 confluito in quello di Krems in Kärnten.

## Monumenti e luoghi d'interesse

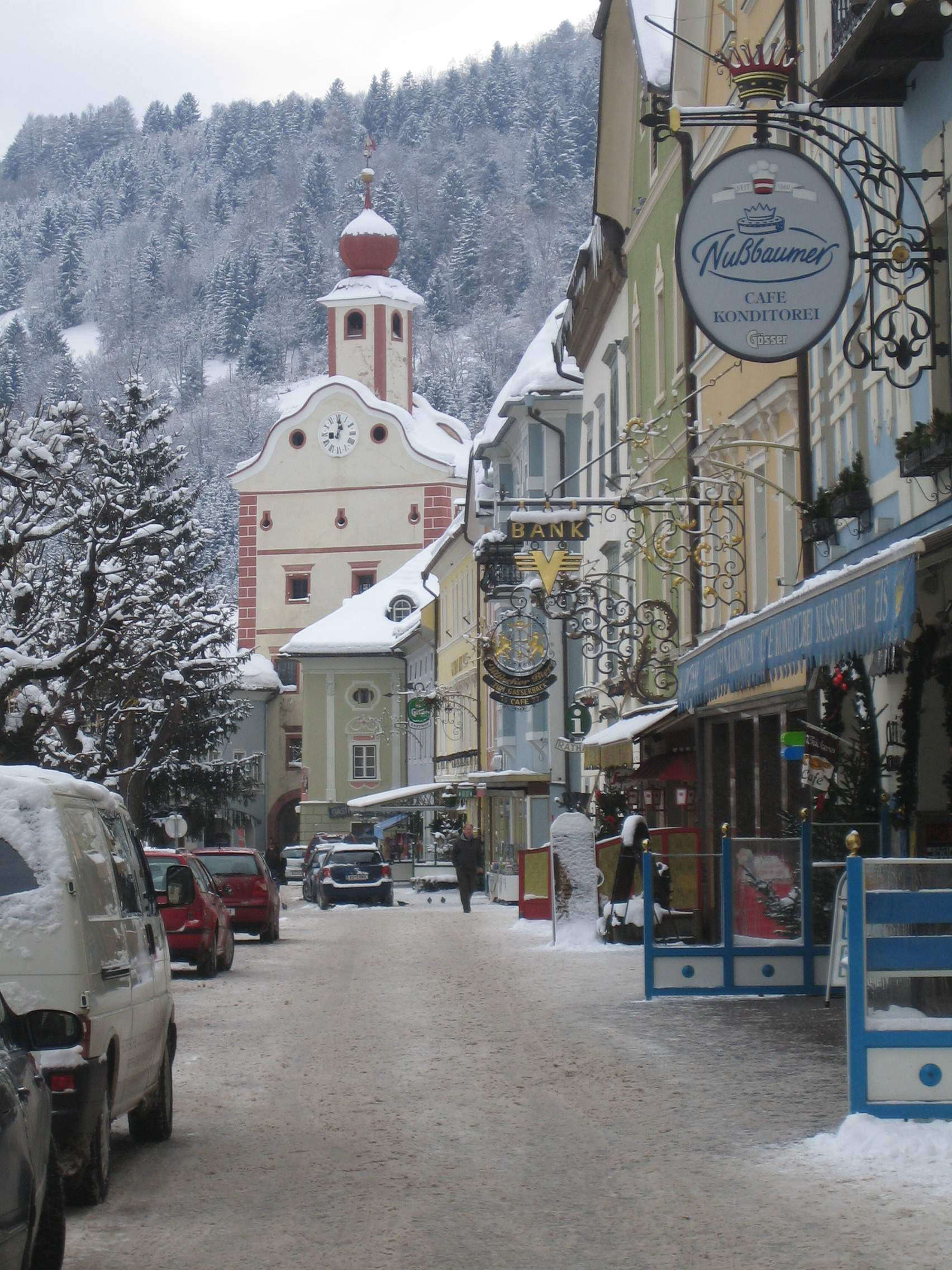
Via principale di Gmünd in Kärnten in inverno

Gmünd in Kärnten possiede una cittadella medievale in rovina, l'Alte Burg (XIII secolo), in cui si celebrano, durante il periodo estivo, alcune manifestazioni culturali.

## Cultura

### Musei
Possiede un piccolo museo della Porsche, il "Porsche Automuseum Helmut Pfeifhofer", situato nei pressi della ex segheria in cui Ferdinand Porsche iniziò a costruire le sue automobili dopo la seconda guerra mondiale.  La sede della Porsche si spostò in seguito nel quartiere di Zuffenhausen (Stoccarda) nel 1951.